# La Vilavella
La Vilavella – gmina w Hiszpanii, w prowincji Castellón, w Walencji, o powierzchni 6,15 km². W 2011 roku gmina liczyła 3281 mieszkańców.